# Carlito Joaquin Cenzon
Carlito Joaquin Cenzon C.I.C.M. (sinh 1939) là một Giám mục người Philippines của Giáo hội Công giáo Rôma. Ông nguyên là Giám mục chính tòa Tiên khởi Giáo phận Baguio trước khi hồi hưu. Trước đó, ông còn đảm nhiệm nhiều vai trò khác như Đại diện Tông Tòa Hạt Đại diện Tông Tòa Baguio và Đại diện Tông Tòa Hạt Đại diện Tông Tòa Tabuk.

## Tiểu sử
Giám mục Carlito Joaquin Cenzon sinh ngày 25 tháng 1 năm 1939, tại Baguio, thuộc Philippines. Sau quá trình tu học dài hạn tại các cơ sở chủng viện theo quy định của Giáo luật, ngày 9 tháng 7 năm 1965, Phó tế Cenzon, 26 tuổi, tiến đến việc được truyền chức linh mục. Tân linh mục cũng là một linh mục Dòng Trái Tim Vô Nhiễm Mẹ Maria [viết tắt có kí hiệu C.I.C.M.].
Sau 27 năm thi hành các trách vụ của một linh mục, ngày 6 tháng 7 năm 1992, tin tức từ Tòa Thánh loan báo việc tuyển chọn Giáo hoàng đã xác nhận việc tuyển chọn linh mục Carlito Joaquin Cenzon, 53 tuổi, gia nhập Giám mục đoàn Công giáo Hoàn vũ, với vị trí được bổ nhiệm là Đại diện Tông Tòa Hạt Đại diện Tông Tòa Tabuk, đi kèm anh hiệu Giám mục Hiệu tòa Scebatiana. Lễ tấn phong cho vị giám mục tân cử được tổ chức sau đó vào ngày 25 tháng 11 cùng năm, với phần nghi thức truyền chức chính yếu được cử hành cách trọng thể bởi 3 giáo sĩ cấp cao. Chủ phong cho vị tân chức là Tổng giám mục Gian Vincenzo Moreni, Sứ thần Tòa Thánh tại Philippines. Hai vị còn lại, với vai trò phụ phong, gồm có Tổng giám mục Diosdado Aenlle Talamayan, Tổng giám mục Tổng giáo phận Tuguegarao và Giám mục Ernesto Antolin Salgado, Đại diện Tông Tòa Hạt Đại diện Tông Tòa Mountain Provinces (Montagnosa). Tân giám mục chọn cho mình châm ngôn:Gaudium et spes gratia.
Mười năm ở Tabuk của Giám mục Cenzon đột ngột chấm dứt, khi Tòa Thánh cho loan đi tin tức, đã quyết định thuyên chuyển nhiệm sở đối với Giám mục này, cụ thể chuyển ông làm Đại diện Tông Tòa Hạt Đại diện Tông Tòa Baguio. QUyết định trên được các phương tiện truyền thông Tòa Thánh công bố ngày 25 tháng 1 năm 2002.
Về Baguio chưa được hai năm, ngày 10 tháng 4 năm 2004, Tòa Thánh thông báo đã chấp thuận và thiết lập Giáo phận Baguio, trên cơ sở nâng cấp Hạt Đại diện Tông Tòa Baguio, đồng thời, Tòa Thánh tái bổ nhiệm Giám mục Carlito Joaquin Cenzon làm người coi sóc và lãnh đạo Giáo phận Tân lập, với vị trí và chức danh mới là Giám mục chính tòa.
Sau 12 năm với danh xưng Giám mục chính tòa Baguio, Giám mục Cenzon từ nhiệm vì lí do tuổi tác theo Giáo luật, và được Tòa Thánh chấp thuận vào ngày 1 tháng 10 năm 2016.